# Лубанг
Лубанг (на филипински: Lubang) е остров в Южнокитайско море, принадлежащ на Филипините.
Разположен е на 20 km северозападно от остров Миндоро и е най-големият остров от архипелаг Лубанг. Самата група острови се намира на 115 km югозападно от столицата Манила и е съставен от 7 острова. Островът е разделен между две общини, а най-голямото селище е град Лубанг в северозападната част на острова.

## География
Лубанг е остров с вулканичен произход и е гъсто покрит с гори. В близост са разположени островите: Амбил (1882 души към 2010 г.), Кабра (2839 души към 2010 г.) и Голо, а също така и редица плитчини, рифове и скали, образуващи архипелаг Лубанг. Островът има хълмиста повърхност. Дължината му достига 30 km, а ширината – 8,5 km. Най-високата точка на о. Лубанг е с надморска височина от 417 m.
На острова живеят приблизително 28 267 души към 2007 г. Площта му е 185 km².

## История
Първоначално островите са населени от етническа група от висайците. До 1900 г. на островите живеят висайци и тагали. Испанците построяват крепост на Лубанг, наречена Сан Висенте.
След Втората световна война, Хиро Онода, японски офицер от военното разузнаване, се укрива в джунглите на острова, когато американците превземат Филипините. Той водил продължителна и смъртоносна война срещу американските и по-късно срещу филипинските войски и полиция, не вярвайки на вестите, че войната е свършила. 29 години след края на войната, през март 1974 г. той официално е освободен от длъжност и напуска острова.

## Администрация
Административно островите са част от провинция Западен Миндоро и са подчинени на две общини: Лубанг и Лоок. Община Лубанг покрива северозападната част на острова (в това число и остров Кабра), докато Лоок покрива останалата югоизточна половина плюс Амбил, Голо и други острови.

## Икономика
Основните отрасли на острова са риболов и земеделие – отглеждат се ориз, чесън, фъстъци и зеленчуци. В днешно време бързо се развива и туризма, тъй като Лубанг предоставя чисти води, крайбрежия от бял пясък и места подходящи за гмуркане.